# Windows Server Essentials
Windows Server Essentials, (in precedenza Windows Small Business Server o SBS) è una suite software della Microsoft, per l'esecuzione di infrastrutture di rete (sia gestione Intranet che accesso a Internet) di piccole e medie imprese aventi non più di 25 utenti e 50 dispositivi (host). Gli applicativi delle tecnologie server sono strettamente integrati per fornire, ad esempio, il lavoro sul Web, e di offrire vantaggi di gestione, come la configurazione integrata, una più attenta supervisione, un'unificata console di gestione e l'accesso remoto.

## Edizioni
Windows Server 2012 Essentials è l'ultima versione di Windows Essentials Server (ex Small Business Server).
Windows Small Business Server è disponibile in Essentials, Standard e Premium. Essentials è una versione ridotta per 1-25 utenti, anche le altre edizioni si basano sul codebase di Windows Server e includono Microsoft Exchange Server (server mail), Internet Information Services (IIS) web Server, Microsoft Sharepoint per la collaborazione, Microsoft Outlook client di email nella versione 2003 (non incluso in quella del 2008), Routing e Accesso remoto (RRAS), Windows Server Update Services per la gestione degli aggiornamenti attraverso la rete, e un server fax. Fino a SBS 2003, l'edizione Premium include anche Microsoft SQL Server, Microsoft Internet Security and Acceleration Server e Microsoft FrontPage 2003. SBS 2008 Premium Edition non include ISA Server, ma include una licenza di Windows Server 2008 e SQL Server 2008 per l'esecuzione su un secondo server. Coloro che aggiornano a SBS 2008 Premium Edition tramite Software Assurance sono compensati con una licenza gratuita per la versione più recente di ISA Server.
La versione di Windows Server che fa parte di Small Business Server 2008 e Essential Business Server 2008, conosciuta come Windows Server 2008 per Windows Essential Server Solutions (WinWESS) (noto anche come Windows Server 2008 Standard FE) è disponibile al di fuori della suite di prodotti, supportando un massimo di 15 licenze di accesso client.
Inizialmente, Small Business Server è stato commercializzato come un'edizione di Microsoft BackOffice Server. Quando Windows 2000 è stato distribuito, è stato commercializzato come Microsoft Small Business Server 2000, e, infine, è stato rinominato come membro della famiglia di Windows Server 2003. Nel dicembre 2008, Microsoft ha introdotto anche Windows Essential Business Server, prodotto rivolto alle imprese di medie dimensioni, ma questo è stato interrotto nel giugno del 2010 a causa della scarsa domanda.